# AllAfrica.com
AllAfrica.com es un sitio web que agrega noticias producidas principalmente en el continente de África sobre todas las áreas de la vida, la política, los problemas y la cultura africanas. Está disponible en inglés y francés y producido por AllAfrica Global Media, que tiene oficinas en Ciudad del Cabo, Dakar, Lagos, Monrovia, Nairobi, y Washington D. C.. AllAfrica es el sucesor del African News Service.
Las noticias actuales y las historias de noticias archivadas que presenta el sitio se organizan mediante menús desplegables; las 1000 o más historias que se presentan diariamente se pueden mostrar por categorías y subcategorías como país, región, y por decenas de temas de noticias estándar como noticias de negocios, noticias deportivas, cultura, clima, militares, organizaciones no gubernamentales, etc.
En 2008, AllAfrica.com lanzó un sistema de tablero de comentarios para las historias alojadas.
El presidente de AllAfrica Global Media, M. Amadou Mahtar, es miembro del Consejo Asesor Internacional de la Organización Africana de Prensa.